# Альмтуна
«Альмтуна» (швед. Almtuna IS) — шведский клуб по хоккею с шайбой из города Уппсала. Основан в 1932 году.

## История
Спортивный клуб «Альмтуна» была основана 9 августа 1932 года. В 1947 году была открыта хоккейная секция клуба, в сезоне 1962/63 впервые выступила в высшей лиге Швеции. В 1974 году для клуба была построена ледовая арена. В 80-х годах спортивный клуб перепрофилировался в хоккейный клуб. С 1987 по 2000 год команда называлась «Уппсала». В 2000 году было возвращено название «Альмтуна», с 2003 года клуб выступает в первом дивизионе шведской лиги. В 2010 году команда участвовала в квалификации к Элитной шведской лиге, но уступила и осталась в первом дивизионе. В сезоне 2018/19 команда заняла предпоследнее место в первой лиге и по результатам переходного турнира выбыла во второй дивизион.